# Narkos (film)
Narkos är en svensk dramafilm från 1944 i regi av Börje Larsson. I huvudrollerna ses Karin Ekelund, Georg Rydeberg och Åke Ohberg.

## Handling
Professor Hans Brede är med om en järnvägsolycka. När han efter en tid i medvetslöshet vaknar upp visar det sig att hans skador i ryggen har gjort honom invalid för livet. Han tappar lusten för sitt arbete och erbjuder sin hustru skilsmässa, men hon börjar istället att studera kemi för att på så sätt kunna samtala med Hans och få honom intresserad av sitt arbete igen.

## Om filmen
Filmen spelades in 1943 i SF:s ateljéer och Sandrew-ateljéerna. Narkos hade premiär på biografen Terrassen vid Birger Jarlsgatan i Stockholm den 7 februari 1944. Den har sänts i SVT, bland annat 1999, i oktober 2017, i maj 2022 och i augusti 2024.

## Roller (urval)
- Georg Rydeberg – professor Hans Brede
- Karin Ekelund – Kristina Brede, hans hustru
- Åke Ohberg – korrespondent Jan Almer
- Börje Mellvig – docent Högberg
- Anders Frithiof – generaldirektör Lind
- Signe Wirff – fröken Borg, hushållerska hos Bredes
- Ivar Kåge – läkare vid tågolycka
- Sten Hedlund – major Asell
- David Erikson – ingenjör Beckman
- Douglas Håge – biljettförsäljare på Centralen
- Arthur Fischer – läkare efter explosionsolycka